# クロエ・ラム
クロエ・ラム（林頴彤、Bella Lam、1992年10月21日 - ）は、香港のモデル、女優、歌手である。愛称は彤彤。現在はワンドル・プロダクション所属である。

## テレビドラマ
- 2003年：ATVドラマ『萬家燈火』
- 2004年：ATVドラマ『媽媽我真的愛你』 - 何以紅 役
- 2007年：香港ケーブルテレビドラマ『補習天后』 - 葛洛施 役
- 2007年：香港ラジオテレビ番組『性本善』第5話

## 教育テレビ
- 子役時期
  - 『同心為明天』
  - 『我是中國人』

## 広告
- 子役時期
  - 房屋署 テレビ広告
  - ATV テレビプロモーション広告
- モデル時期
  - Miracle Hair & Beauty 一般広告
  - FreshKon 一般広告
  - Not Big 一般広告
  - オーシャンパーク Roadshow広告

## 歌曲
- 子役時期
  - 『媽媽謝謝你』（テレビドラマ『萬家燈火』挿入歌）

## その他の出演
- 子役時期
  - 子供番組『亜州電視児童台』の小司会
  - 培正中学の舞台劇場『最佳答案』

- モデル時期
  - ウェブ番組『彤聲彤氣』の司会に担当